# Crassispira dysoni
Crassispira dysoni é uma espécie de gastrópode do gênero Crassispira, pertencente à família Pseudomelatomidae.